# 阪本漢法製薬
阪本漢法製薬は、兵庫県尼崎市名神町に本社を置く製薬会社。赤まむし、マムシゲン、マムシグロンなどの精力剤・ドリンク剤のラジオCMで著名だった。

## 沿革
- 1914年 - 民間薬局が密集する東大阪市石切町で、創業者が『阪本ふさ製剤所』を設立
- 1949年 - 大阪市難波新地に移転、株式会社化し阪本製薬に改組
- 1964年 - 大阪市北区に再移転し、阪本漢法製薬（製造部門）と阪本漢法薬品（小売部門）を分社化
- 1972年 - 四代目当主の阪本昌胤が、創業地石切に『石切大仏』『石切大天狗』等を建立
- 1997年 - 小売部門である阪本漢法薬品がサカンポー株式会社に商号変更
- 2016年 - 阪本漢方製薬がサカンポーを7月1日付で吸収合併解散

## 関連会社
- イスクラ産業株式会社
- 堀江生薬株式会社